# Struga Siedmiu Jezior
La Struga Siedmiu Jezior (littéralement : « rivière des Sept Lacs ») est une rivière polonaise longue de 13,9 kilomètres, située dans le parc national de la forêt de Tuchola. Elle relie sept des vingt-et-un lacs que compte cette zone protégée : elle naît du lac Ostrowite (Jezioro Ostrowite) et débouche sur le lac Charzykowskie (pl), ce qui en fait un affluent de la rivière Brda,.